# زکریا هوساوی
زکریا هوساوی (انگلیسی: Zakaria Hawsawi؛ زادهٔ ۱۲ ژانویهٔ ۲۰۰۱) بازیکن فوتبال اهل عربستان سعودی است.
وی همچنین در تیم‌های ملی فوتبال زیر ۲۳ سال عربستان سعودی و عربستان سعودی بازی کرده‌است.